# تفنگ استاندارد ۳۰۰ متر
تفنگ استاندارد ۳۰۰ متر (انگلیسی: 300 meter standard rifle) یکی از رشته‌های فدراسیون جهانی تیراندازی است که به سه صورت درازکش، نشسته و ایستاده انجام می‌شود.
این رشته ورزشی که در مسابقات جهانی فقط برای زنان برگزار می‌شود شبیه به تفنگ سه وضعیت ۳۰۰ متر بوده اما دارای محدودیت‌هایی می‌باشد، ۳ مرحله تیراندازی ۲۰ تایی در برنامه این نوع تیراندازی قرار داده شده است.

## مجموع مدال‌ها در مسابقات جهانی
| رتبه  | کشور                             | طلا | نقره | برنز | مجموع |
| ۱     | ایالات متحده آمریکا              | ۵   | ۵    | ۷    | ۲۱    |
| ۲     | سوئد                             | ۶   | ۶    | ۰    | ۱۲    |
| ۳     | اتحاد جماهیر شوروی               | ۶   | ۴    | ۶    | ۱۶    |
| ۴     | سوئیس                            | ۵   | ۶    | ۲    | ۱۳    |
| ۵     | فنلاند                           | ۳   | ۱    | ۸    | ۱۲    |
| ۶     | نروژ                             | ۲   | ۴    | ۳    | ۹     |
| ۷     | بریتانیای کبیر                   | ۱   | ۰    | ۲    | ۳     |
| ۸     | اتریش                            | ۱   | ۰    | ۰    | ۱     |
| ۸     | بلاروس                           | ۱   | ۰    | ۰    | ۱     |
| ۱۰    | جمهوری چک                        | ۰   | ۳    | ۰    | ۳     |
| ۱۰    | جمهوری فدرال سوسیالیستی یوگسلاوی | ۰   | ۳    | ۰    | ۳     |
| ۱۲    | آلمان                            | ۰   | ۱    | ۱    | ۲     |
| ۱۳    | فرانسه                           | ۰   | ۱    | ۰    | ۱     |
| ۱۴    | آرژانتین                         | ۰   | ۰    | ۱    | ۱     |
| ۱۴    | برزیل                            | ۰   | ۰    | ۱    | ۱     |
| ۱۴    | چکسلواکی                         | ۰   | ۰    | ۱    | ۱     |
| ۱۴    | کلمبیا                           | ۰   | ۰    | ۱    | ۱     |
| ۱۴    | لهستان                           | ۰   | ۰    | ۱    | ۱     |
| مجموع | مجموع                            | ۳۴  | ۳۴   | ۳۴   | ۱۰۲   |